# Mochlosoma adustum
Mochlosoma adustum är en tvåvingeart som beskrevs av Henry J. Reinhard 1958. Mochlosoma adustum ingår i släktet Mochlosoma och familjen parasitflugor. Inga underarter finns listade i Catalogue of Life.